# Klameliidae
Klameliidae — родина вимерлих ссавців юрського періоду, що належать до гобіконодонтів. Він містить лише два види: Ferganodon narynensis і Klamelia zhaopengi